# مایدن
مایدن (به هلندی: Muiden) یک منطقهٔ مسکونی در هلند است که در هلند شمالی واقع شده‌است. مایدن ۰ متر بالاتر از سطح دریا واقع شده‌است.